# 卢博米尔·维什尼奥夫斯基
卢博米尔·维什尼奥夫斯基（1976年8月11日—），斯洛伐克男子冰球运动员。他曾代表斯洛伐克参加1998年、2002年、2006年和2010年冬季奥林匹克运动会冰球比赛，最好名次为2010年冬季奥运会的第四名。